# ライヴ会場限定発売Single
『ライヴ会場限定発売Single』は、2002年7月31日にリリースされたMERRYの4枚目のシングル。発売元は劇薬レコード。LIVE会場ごとにピンク、ブルー、イエロー、グリーンの4色いずれかの袋に入れて販売された総計1000枚のシングルである。全数シリアルナンバー入り。正式なタイトルは付けられていないが、MERRY公式サイトでの表記に基づき、本項でも便宜上このタイトルを用いることとする。

## 概要
2002年7月31日～8月25日に開催されたLIVEイベント『ツアー!真夏のカトリーヌ(蝉)!父を訪ねて大江千里!』に参加した際に、各会場で限定発売された。同年秋に『個性派ブレンド』と銘打った2枚のシングルのリリースを控え、それぞれのシングルから1曲ずつ選曲されて収録、という内容で告知されたシングルだった。しかしその後、実際に2枚目の『個性派ブレンド〜純情・情熱編〜』の収録の際に、曲のバランスを考えたうえで今シングルの曲を1曲、未収録にするという次第になった。実際、発売前の雑誌やビラでの告知には「収録予定の曲」と書いていたので問題ないと判断したという。またそうすることで、せっかく買ってくれた人達に対して、このシングルのコレクター性を高めたかったという意図もあった。

## 収録曲
1. Arry（アリー）
  - 作詞：ガラ / 作曲：健一

戦争時代と性的描写を彷彿とさせる詩を、激しめの曲調に乗せた歌モノ。数回LIVEで演奏してきたが、オーディエンスの反応がいまいちだったため、じっくりと聴いてほしくて収録された。ちなみに今シングルは2曲とも、初めて健一名義で音源化された楽曲である。
2. 愛国行進曲（あいこくこうしんきょく）
  - 作詞：ガラ / 作曲：健一

こちらも戦争時代、天皇陛下を崇拝するような際どい歌詞をおよそ行進曲とは言えないが非常にのりのいい曲調で展開する曲である。こちらもLIVEで何度か演奏され、Arryとは逆にオーディエンスの反応が良く、もっと聴いて覚えて欲しいとの思いで収録された。ちなみに同名の国民歌とは歌詞も曲調も異なるものであり、関連性はない。